# 祝耀祖 (1937年)
祝耀祖（1937年12月—），男，浙江慈溪人，中华人民共和国政治人物，曾任中共浙江省纪委副书记，浙江省监察厅厅长，浙江省人大常委会副主任。